# Bert Trautmann
Bernhard Carl «Bert» Trautmann (Bremen; 22 de octubre de 1923-La Llosa, Castellón, España; 19 de julio de 2013) fue un jugador de fútbol alemán que se desempeñaba en la posición de portero. Jugó en el Manchester City entre 1949 y 1964.
Trautmann se crio en Alemania en el período de entreguerras y se unió a la Luftwaffe tras el estallido de la Segunda Guerra Mundial, durante la que ejerció como paracaidista. Luchó en el frente oriental durante 3 años, en los que se hizo con 5 medallas conmemorativas, incluyendo una Cruz de Hierro. Más tarde, fue trasladado al frente occidental, donde fue capturado por los británicos cuando la guerra se acercaba a su final. Fue uno de los 90 hombres de su regimiento, conformado inicialmente por 1000 soldados, que sobrevivió a la guerra. Tras su captura, fue trasladado al campo de prisioneros de Ashton-in-Marketfield, situado en Lancashire. Trautmann rechazó una oferta de repatriación a Alemania y, tras su liberación en 1948, se estableció en Lancashire. Allí, complementó su trabajo en una granja con el fútbol, ya que jugaba en el equipo local, el St Helens Town, como portero.
En este equipo se hizo con una buena reputación como guardameta, la cual suscitó el interés de varios clubes de la Football League. Firmó un contrato con el Manchester City, equipo de la máxima categoría, en octubre de 1949. La decisión del equipo de contratar a un antiguo paracaidista leal a las fuerzas del Eje propició las protestas de los aficionados e incluso una manifestación en la que participaron 20 000 personas. Con el tiempo, se ganó la aceptación general gracias a sus actuaciones en la portería del City. El jugador disputó un total de 508 partidos con el conjunto mancuniano.
Fue nombrado futbolista del año por la Asociación de Escritores de Fútbol en 1956, año en el que se hizo famoso por su participación en la final de la FA Cup. Con 17 minutos de juego restantes, Trautmann sufrió una grave lesión tras chocar con el tobillo de Peter Murphy, jugador del Birmingham City. A pesar de su estado, continuó jugando y realizó paradas cruciales para mantener la ventaja de 3 goles a 1 de su equipo. Su cuello tenía una curvatura apreciable durante la entrega de medallas y, tres días más tarde, los rayos X revelaron que una de las vértebras del jugador se había partido en dos.
Trautmann permaneció en el Manchester City hasta 1964 y disputó un total de 545 partidos oficiales. Tras su carrera como jugador, entrenó a diversos conjuntos de las categorías inferiores de Inglaterra y Alemania. Asimismo, gracias a un programa de desarrollo de la Federación Alemana de Fútbol, dirigió a las selecciones de Birmania, Tanzania y Pakistán. En 2003, fue nombrado Caballero de la Orden del Imperio británico por su contribución al entendimiento entre Reino Unido.

## Biografía

### Juventud

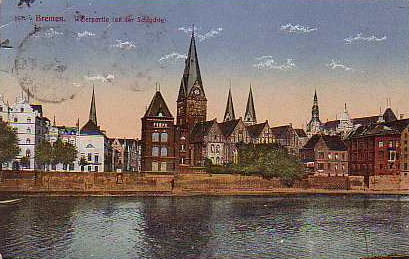
Bremen, ciudad natal de Trautmann, en la década de 1920.

Trautmann nació el 22 de octubre de 1923 en Walle, una zona de Bremen mayoritariamente habitada por gente perteneciente a la clase media. Su padre trabajaba en una fábrica de fertilizantes cercana a los muelles, mientras que su madre, Frieda, era una ama de casa. Además, tenía un hermano tres años menor que él llamado Karl-Heinz, con el que mantenía una relación cercana. La desoladora situación económica de la década de 1930 en Alemania obligó a los Trautmann a vender su casa y trasladarse a un bloque de apartamentos del barrio obrero de Gröpelingen, en el que vivió hasta 1941.
A lo largo de su infancia, mostró interés por el deporte, especialmente por el fútbol, el balonmano y el völkerball —una variante del balón prisionero–. Al final de esta, se unió al club de fútbol Dlau und Weiss, que era también una Asociación Cristiana de Jóvenes —YMCA—. A pesar de que disfrutaba jugando al fútbol, las actividades de la YMCA no le interesaban tanto.
En agosto de 1933, se unió a una nueva organización, la Jungvolk —juventud alemana—, predecesora de las Juventudes Hitlerianas. El año siguiente, ganó varias pruebas de atletismo locales y recibió un certificado firmado por Paul von Hindenburg, presidente de Alemania, por su excelencia atlética. Cuando se dio el estallido de la Segunda Guerra Mundial, Trautmann se encontraba trabajando como aprendiz de mecánico de automóviles.

### Segunda Guerra Mundial
Trautmann se unió a la Luftwaffe como operador de radio en 1941. Durante la preparación para desempeñar dicho cargo, demostró poco talento para realizar dicha función, por lo que fue trasladado a Spandau para comenzar a ejercer como Fallschirmjäger —paracaidista militar—. En primer lugar, sirvió en la Polonia ocupada. No obstante, su regimiento estaba apostado muy lejos del frente, por lo que los miembros del mismo se aburrían y practicaban deporte y realizaban bromas con el fin de pasar el tiempo. Trautmann trató de realizar una broma con un coche, pero esta fracasó y le causó quemaduras a un sargento en los brazos. En consecuencia, fue sometido a una corte marcial y recibió una condena de tres meses de prisión. Sin embargo, comenzó a sufrir de apendicitis al inicio de su confinamiento y pasó el resto de la condena en un hospital militar.
En octubre de 1941, volvió a unirse a la 35.ª División de Infantería en Dnipropetrovsk, Ucrania, donde el avance de los alemanes se había detenido a causa de la temprana caída del invierno. Durante el invierno, la actividad de la unidad a la que Bernhard pertenecía se basó en ataques relámpago a las rutas de suministro del Ejército Rojo y, con la llegada de la primavera, Trautmann fue ascendido al puesto de Unteroffizier —cabo—. En 1942, los alemanes consiguieron ciertos avances, pero la contraofensiva soviética afectó seriamente a la unidad de Trautmann; tras la retirada del frente oriental, tan solo quedaban trescientos de los mil hombres que conformaban dicha unidad originalmente. Trautmann recibió cinco medallas por sus actuaciones en el frente oriental, incluyendo una Cruz de Hierro de Primera Clase.

Logo de la 35.ª División de Infantería alemana, a la que Trautmann se unió en octubre de 1941.

Tras ser ascendido al puesto de Feldwebel —sargento—, Trautmann pasó a formar parte de una unidad conformada por los vestigios de otras que habían resultado diezmadas en el frente oriental. Bernhard fue destinado a Francia para anticipar la invasión aliada de Normandía. En 1944, fue uno de los pocos supervivientes al bombardeo aliado de Cléveris y, tras este, decidió regresar a Bremen. En esos momentos, los soldados alemanes que no tuvieran permisos válidos para emigrar eran considerados desertores y ejecutados en consecuencia, por lo que Trautmann trató de evitar a las tropas de ambos bandos. Sin embargo, unos días después, dos soldados estadounidenses lo capturaron cuando se encontraba escondido en un cobertizo. Al decidir que Trautmann no tenía información válida que ofrecerles, los soldados le obligaron a salir del cobertizo con las manos en alto. Temiendo ser ejecutado, Trautmann escapó. Tras evadir a sus captores, saltó por encima de una valla, pero cayó a los pies de un soldado británico, quien le saludó con las siguientes palabras: «Hola, Fritz. ¿Te apetece tomar una taza de té?». Trautmann había sido capturado previamente por los soviéticos y por la Resistencia francesa y había escapado en ambas ocasiones. Con la guerra acercándose a su final, Trautmann decidió no intentar una tercera huida.
Fue encarcelado cerca de Ostend, Bélgica, y más tarde trasladado a un campo de tránsito situado en Essex, en el que fue interrogado. Al ser un soldado voluntario que había sido sujeto de adoctrinamiento desde una edad temprana, Trautmann fue clasificado en la categoría «C», por lo que era considerado como un nazi. Fue uno de los noventa hombres de su regimiento original que habían sobrevido a la guerra, fue trasladado a un campo de prisioneros de guerra de Marbury Hall, cerca de Northwich, Cheshire, e internado con otros presos de su misma categoría. Transcurrido un breve período de tiempo, fue rebajado a la categoría «B». Consecuentemente, fue llevado al campo de prisioneros de Ashton-in-Makerfield, Lancashire, cercano a Saint Helens y Wigan, donde permaneció hasta 1948.
En este campo se llevaban a cabo partidos de fútbol regularmente, en los que participó. En un partido contra un combinado de Haydock, sufrió una lesión mientras jugaba de central. Para poder seguir jugando, cambió la posición con el portero Gunther Luhr y, desde entonces, continuó jugando como guardameta. Durante este período, sus compañeros pasaron a conocerle con el sobrenombre de «Bert», ya que los ingleses tenían problemas para pronunciar «Bernd», la versión abreviada de su nombre original.

### Carrera futbolística

#### Como jugador

##### Inicios
Tras el cierre del campo de prisioneros, rechazó una oferta de repatriación a su país y se quedó en Inglaterra. Allí, trabajó en una granja de Milnthorpe y más tarde como desactivador de explosivos en Huyton.
En agosto de 1948, comenzó a jugar a fútbol en un equipo de la non-league, el St Helens Town, que competía en la Liverpool County Combination. Trautmann conoció a la hija del secretario, Margaret Friar, quien se convertiría en su mujer. Durante la temporada 1948-49, obtuvo una buena reputación como portero y atrajo a un gran número de espectadores a los partidos que disputaba. Uno de estos encuentros, la final de la Mahon Cup, una competición copera local, fue presenciado por 9000 espectadores, lo que supuso un récord. Además, el club consiguió ascender a la segunda categoría de la Lancashire Combination.

##### Manchester City
Las actuaciones de Trautmann con el St Helens suscitaron el interés de varios clubes de la Football League por él. Varios equipos se mostraron interesados en contratarlo al inicio de la nueva temporada. El primero en ofrecerle un contrato fue el Manchester City, que competía en la First Division, la máxima categoría del fútbol inglés. El 7 de octubre de 1949, Trautmann firmó un contrato de amateur con el equipo y poco después se convirtió en profesional. Fue el primer deportista en usar Adidas en Gran Bretaña, lo cual estaba relacionado con su amistad con Adolf Dassler.
No obstante, no fue bien recibido por los aficionados del equipo mancuniano, que no estaban contentos con la decisión de fichar a un antiguo miembro de la Luftwaffe. Los abonados amenazaron con realizar un boicot y muchos grupos de Mánchester y del resto del país escribieron cartas a la entidad para quejarse. Además de este inconveniente, Trautmann iba a reemplazar a Frank Swift, que se había convertido en uno de los mejores guardametas de la historia del equipo. A pesar de que en privado había expresado sus dudas acerca del fichaje del jugador alemán, el capitán del equipo, Eric Westwood, un veterano de guerra que había participado en la invasión de Normandía, trató de conseguir que el jugador fuese bienvenido: «No hay ninguna guerra en el vestuario». Trautmann debutó con el primer equipo en un partido disputado el 19 de noviembre frente al Bolton Wanderers. Las protestas se redujeron según los aficionados iban descubriendo su talento como portero. Sin embargo, el jugador continuó sufriendo el acoso de los aficionados en los partidos como visitante, el cual afectó a su concentración en algunos de sus primeros partidos; en diciembre de 1949, encajó siete goles en un encuentro con el Derby County en el Baseball Ground.

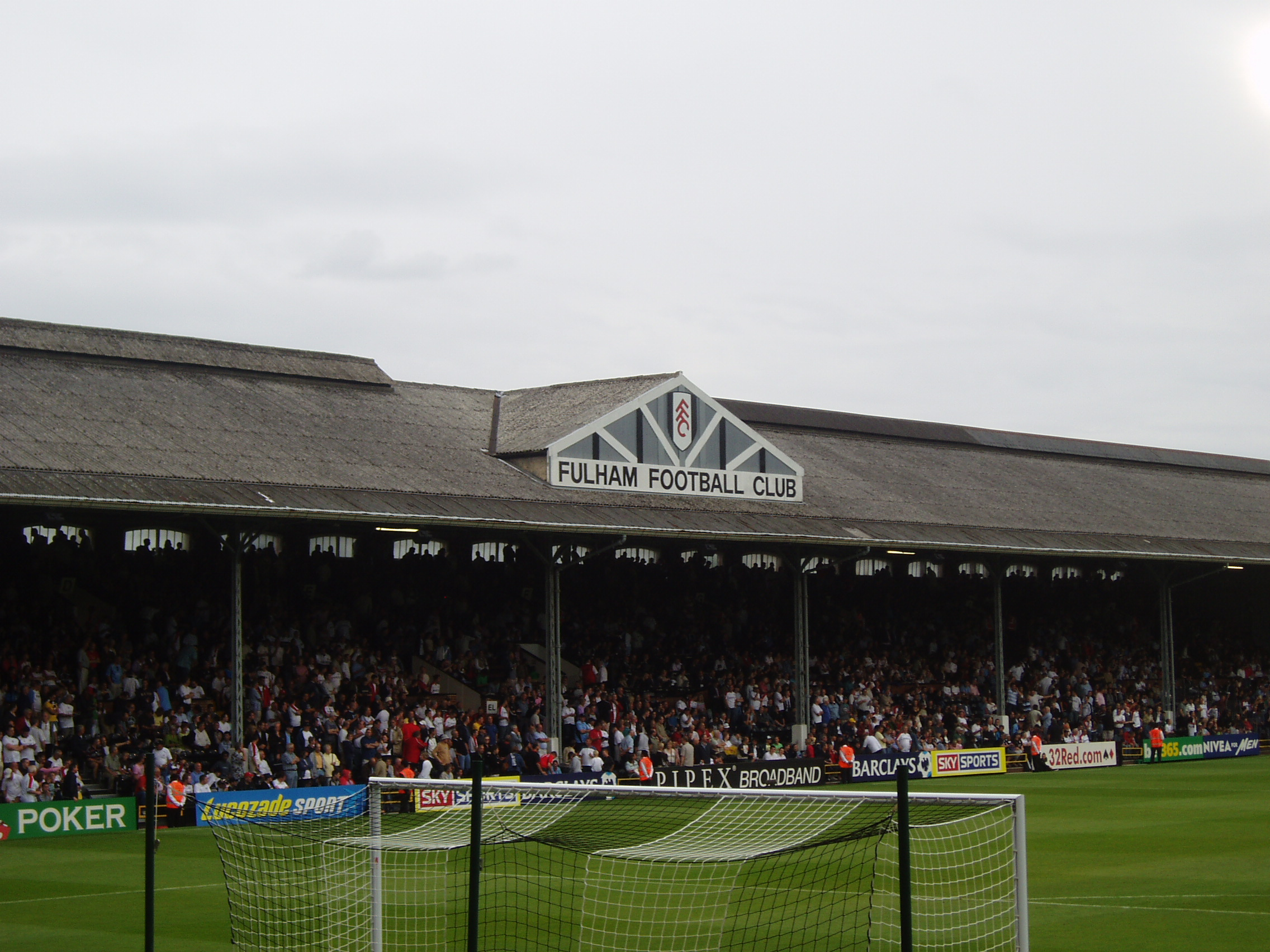
La visita de Trautmann a Craven Cottage en 1950 suscitó la atención de la prensa.

En enero de 1950, Trautmann visitó Londres por primera vez para enfrentarse al Fulham. El partido recibió una gran cobertura mediática, ya que la mayoría de la prensa británica tenía su sede en la capital. En consecuencia, muchos de los periodistas deportivos más importantes vieron a Trautmann en acción por primera vez. El portero suscitaba el odio de los aficionados, ya que había sido un paracaidista de la Luftwaffe y la ciudad inglesa había sufrido graves daños durante los bombardeos perpetrados por esta fuerza aérea. Varios de los asistentes al partido le gritaban «Kraut» y «nazi». El City estaba sufriendo en la parte baja de la clasificación y se esperaba que cayese derrotado por una amplia diferencia frente a los londinenses, pero Trautmann realizó una buena actuación y desbarató muchas ocasiones y, finalmente, el resultado fue de uno a cero. Tras el pitido final, tanto el público como los jugadores de ambos equipos ovacionaron al alemán. El Manchester City siguió sin conseguir buenos resultados y descendió a la Second Division.
Sin embargo, el Manchester City solo permaneció una temporada en la segunda categoría, ya que consiguió ascender. A lo largo de las siguientes temporadas, Trautmann se convirtió en uno de los mejores porteros de la liga y solo se perdió cinco de los siguientes 250 partidos de liga del club. Para 1952, su fama se había expandido a lo ancho de su país natal y el Schalke 04 ofreció mil libras esterlinas por el jugador. El Manchester rechazó la oferta, alegando que el valor de Trautmann era veinte veces mayor.
A mediados de la década de 1950, Les McDowall introdujo un nuevo sistema táctico que se basaba en la posición adelantada del delantero centro. Este sistema pasó a conocerse como plan Revie, ya que Don Revie solía desempeñarse en ese puesto. El sistema consistía en mantener la posesión del balón tanto como fuese posible, lo que requería que Trautmann emplease su habilidad para sacar. Los porteros contemporáneos de Trautmann solían patear el balón lo más lejos posible. En cambio, Trautmann, influenciado por el guardameta húngaro Gyula Grosics, buscaba siempre a un centrocampista, que era normalmente Ken Barnes o John McTavish. A partir de ahí, el que recibía la bola trataba de dársela a Revie para que este desarrollara el ataque.

##### Final de la FA Cup de 1955
El Manchester City llegó a la final de la FA Cup de 1955 gracias al plan Revie. De este modo, Trautmann se convirtió en el primer jugador alemán en disputar una final de la FA Cup. El City se enfrentó al Newcastle United, que se había proclamado campeón de las ediciones de 1950-51 y 1951-52. Los nervios afectaron a los jugadores del Manchester, y, tras solo 45 segundos de juego, Jackie Milburn adelantó al Newcastle. Además, Jimmy Meadows tuvo que retirarse del terreno de juego a los dieciocho minutos a causa de una lesión, lo que dejó al City con diez jugadores. Este contratiempo provocó que Trautmann no pudiera comenzar los ataques con saques largos. A pesar de que el City empató en la primera parte, sufrió en la segunda y, en el minuto 57, Bobby Mitchell superó a Trautmann y volvió a conceder la ventaja en el marcador a su equipo. El encuentro finalizó con un resultado de tres a uno favorable al Newcastle, por lo que Trautmann se hizo con la medalla de subcampeón.

##### Final de la FA Cup de 1956
El Manchester City obtuvo buenos resultados en la temporada 1955-56, gracias a los cuales finalizó en la cuarta posición de la liga y llegó a la final de la FA Cup, en la que se enfrentó al Birmingham City. Trautmann, uno de los jugadores más prominentes de la plantilla, se convirtió en el primer guardameta en ganar el Premio FWA al futbolista del año. Dos días después, fue titular en Wembley.
En la anterior final, los nervios habían propiciado que el rival anotase un gol temprano, pero, en esta ocasión, el conjunto mancuniano estaba más asentado. Gracias a Don Revie, que realizó un buen partido, el City se adelantó tempranamente en el marcador con un gol de Joe Hayes. El Birmingham restableció las tablas en el marcador a los catorce minutos de partido. El empate persistió hasta la mitad de la primera parte, cuando Jack Dyson y Bobby Johnstone anotaron dos tantos en sendos minutos para dar al Manchester una ventaja de dos goles sobre el rival. En los diez siguientes minutos, el Birmingham se lanzó al ataque. En el minuto 75, Trautmann, que se había lanzado a por un balón, cayó inconsciente después de que su cabeza chocara con la rodilla derecha de Peter Murphy. Las reglas de la competición establecían que no se podía realizar ninguna sustitución durante el partido, por lo que Trautmann, aturdido e inestable, continuó jugando. Defendió su portería en los quince minutos restantes, en los que incluso detuvo una buena ocasión de Murphy. El Manchester City resistió y se proclamó campeón del torneo. Trautmann fue tildado de héroe por sus espectaculares paradas en los minutos finales del encuentro y más tarde admitió que había disputado la última parte del partido «bajo una especie de niebla».

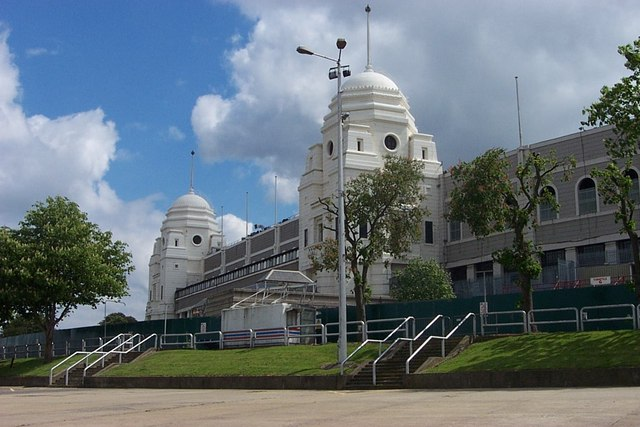
El estadio de Wembley acogió las finales de 1955 y 1956, al igual que lo había hecho en todas las ediciones desde su apertura en 1923.

El cuello le siguió causando dolor tras la conclusión de la final y el príncipe Felipe le comentó en la entrega de medallas que este tenía muy mal aspecto. No obstante, asistió al banquete de celebración, a pesar de que apenas podía mover el cuello y se acostó con la esperanza de que se sanase con el descanso. Como el dolor no remitió, al siguiente día acudió al hospital de St George, en el que le dijeron que tenía un mero calambre y que este se pasaría. Tres días después, obtuvo una segunda opinión de un doctor en la Manchester Royal Infirmary. Los rayos X revelaron que se había dislocado cinco vértebras y que la segunda de ellas se había partido en dos. La tercera de ellas se había acostado sobre la segunda, lo que evitó cualquier daño mayor a Trautmann, incluso la muerte.
Trautmann se mantuvo convaleciente durante meses, de modo que se perdió la mayor parte de la temporada 1956-57. Jack Savage cubrió el puesto de portero en su ausencia. A comienzos de diciembre, Trautmann disputó un par de partidos con el equipo de reservas, pero se encontraba falto de confianza. El 15 de diciembre, regresó al puesto de titular en la portería, en un partido contra el Wolverhampton Wanderers. Sin embargo, encajó tres goles. En lo que restaba de temporada, luchó por recuperar su forma, mientras que parte de la afición y de la prensa le urgía a retirarse como profesional. Por otra parte, había gente que criticaba al club por haber forzado a Trautmann a jugar sin estar plenamente recuperado de su lesión.
La campaña de 1957-58 fue algo extraña para el Manchester City, que se convirtió en el primer equipo en anotar y conceder más de cien goles en una temporada. Disputó 34 partidos y, a pesar de que se perdió la derrota por nueve goles a dos frente al West Bromiwch Albion, sí que estuvo presente en el encuentro contra el Leicester City, en el que el Manchester cayó derrotado por ocho goles a cuatro. Este fue el récord de goles encajados en la carrera de Trautmann. Además, solo mantuvo dos porterías a cero en toda la campaña.

##### Final de su carrera como jugador
Tras dejar el Manchester City, jugó durante un breve período de tiempo en el Wellington Town, que le ofrecía 50 libras por partido. A pesar de que la edad había mermado su habilidad, en su debut contra el Hereford United demostró que aún atraía a un gran número de aficionados. Sin embargo, fue expulsado en su segundo partido, frente al Tonbridge, por conducta violenta y no volvió a jugar más.
El 15 de abril de 1964, participó en un partido de despedida delante de 47 000 espectadores según las cifras oficiales, a pesar de que algunas estimaciones cifran la asistencia en 60 000. Trautmann capitaneó un combinado de jugadores de los dos principales equipos de la ciudad de Mánchester, el City y el United, entre los que se encontraban Bobby Charlton y Denis Law. Este conjunto se enfrentó a un equipo en cuyas filas estaban Tom Finney, Stanley Matthews, Ronnie Clayton y Jimmy Armfield.

##### Trayectoria
| Club                    | País       | Temporadas | Partidos | Goles |
| ----------------------- | ---------- | ---------- | -------- | ----- |
| St Helens Town A. F. C. | Inglaterra | 1948-1949  | 43       | 0     |
| Manchester City F. C.   | Inglaterra | 1949-1964  | 500      | 3     |
| Wellington Town F. C.   | Inglaterra | 1964       | 2        | 0     |

##### Carrera internacional
A pesar de ser ampliamente reconocido como uno de los mejores porteros del momento, nunca jugó en la selección de su país natal. Trautmann se reunió con el seleccionador nacional, Sepp Herberger, en 1953 y este le explicó que no le podía seleccionar por las implicaciones que tendrían tanto el viaje como los asuntos políticos. Además, le comentó que, si jugase en una liga alemana, podría considerar su inclusión en el equipo. Por esta razón, no jugó con su selección en ninguna ocasión y se perdió la Copa Mundial de 1954, en la que la selección alemana se proclamó campeona. La única ocasión en la que Trautmann disputó un partido internacional fue en 1960, cuando la Football League decidió incluir a jugadores extranjeros en su equipo representativo por primera vez. Trautmann fue el capitán del combinado y se enfrentó a los equipos representativos de las ligas irlandesa e italiana.

#### Carrera como entrenador
Tras valorar sus planes de futuro después de su retirada del fútbol profesional durante dos meses, Trautmann recibió una llamada de teléfono del presidente del Stockport County, Victor Bernard. Este le ofreció el puesto de entrenador del equipo. El Stockport competía en las categorías inferiores del fútbol inglés y tenía un presupuesto limitado, por lo que la contratación de Trautmann tenía como objetivo mejorar su imagen. Muchos residentes de la ciudad de Stockport eran aficionados de alguno de los dos clubes de Mánchester, por lo que Trautmann y Bernard decidieron trasladar los partidos a las tardes de los viernes, cuando ninguno de los equipos mancunianos jugaba, para tratar de atraer a más aficionados. Esto aumentó los ingresos de la entidad, pero el equipo continuó obteniendo malos resultados. Trautmann dimitió en 1966, tras un desacuerdo con Bernard. De 1967 a 1968, se encargó de la dirección del equipo alemán SC Preußen Münster, al que llevó a la decimotercera posición de la Regionalliga, por aquel entonces la segunda categoría. Más tarde, entrenó al SC Opel Rüsselsheim durante un breve período de tiempo.
La Federación de Fútbol de Alemania le envió como trabajador de desarrollo a países que no disponían de estructuras futbolísticas a nivel nacional. Su primer puesto fue el de seleccionador nacional de Birmania. Trautmann entrenó al combinado nacional durante dos años y consiguió clasificarse para los Juegos Olímpicos, así como ganar la Copa del Presidente, un torneo en el que participaban los países del sureste asiático. Además, como parte de este programa de desarrollo, fue seleccionador de Tanzania, Liberia, Pakistán y Yemen del Norte, hasta 1988, cuando se retiró definitivamente y se estableció en España.

##### Trayectoria
| Club / Selección               | País       | Temporadas |
| ------------------------------ | ---------- | ---------- |
| Stockport County F. C.         | Inglaterra | 1965-1966  |
| SC Preußen Münster             | Alemania   | 1967-1968  |
| SC Opel Rüsselsheim            | Alemania   | 1968-1969  |
| Selección nacional de Birmania | Birmania   | 1972-1974  |
| Selección nacional de Tanzania | Tanzania   | 1975       |
| Selección nacional de Liberia  | Liberia    | 1978-1980  |
| Selección nacional de Pakistán | Pakistán   | 1980-83    |

## Legado e influencia
A lo largo de su carrera, recibió numerosos halagos de parte de importantes figuras del fútbol. El portero soviético Lev Yashin, considerado uno de los mejores guardametas de la historia, consideraba que Trautmann y él mismo eran los «únicos... porteros de primera clase del mundo».
El estilo de juego de Trautmann en el pico de su carrera inspiró a muchos jóvenes porteros. El antiguo guardameta del Arsenal Bob Wilson considera a Trautmann el héroe de su infancia, mientras que Gordon Banks afirmó que el alemán tuvo influencia en su estilo de juego.
La prensa también ha reconocido la reputación de Trautmann, que, según el Daily Mail, es el decimonoveno mejor portero de la historia. Asimismo, ESPN considera a Trautmann como uno de los mejores porteros de la FA Cup, ya que representó al Manchester City en dos consecutivas y porque su parada a Peter Murphy, en la que se rompió el cuello, es considerada como la mejor parada del torneo.
En noviembre de 1955, regresó a Maine Road para inaugurar una nueva grada, conocida como The Kippax. No obstante, la grada solo estuvo en pie durante una década, ya que, en mayo de 2003, el equipo se trasladó al Estadio Ciudad de Mánchester, por lo que Maine Road fue clausurado y demolido al año siguiente.

## Vida personal

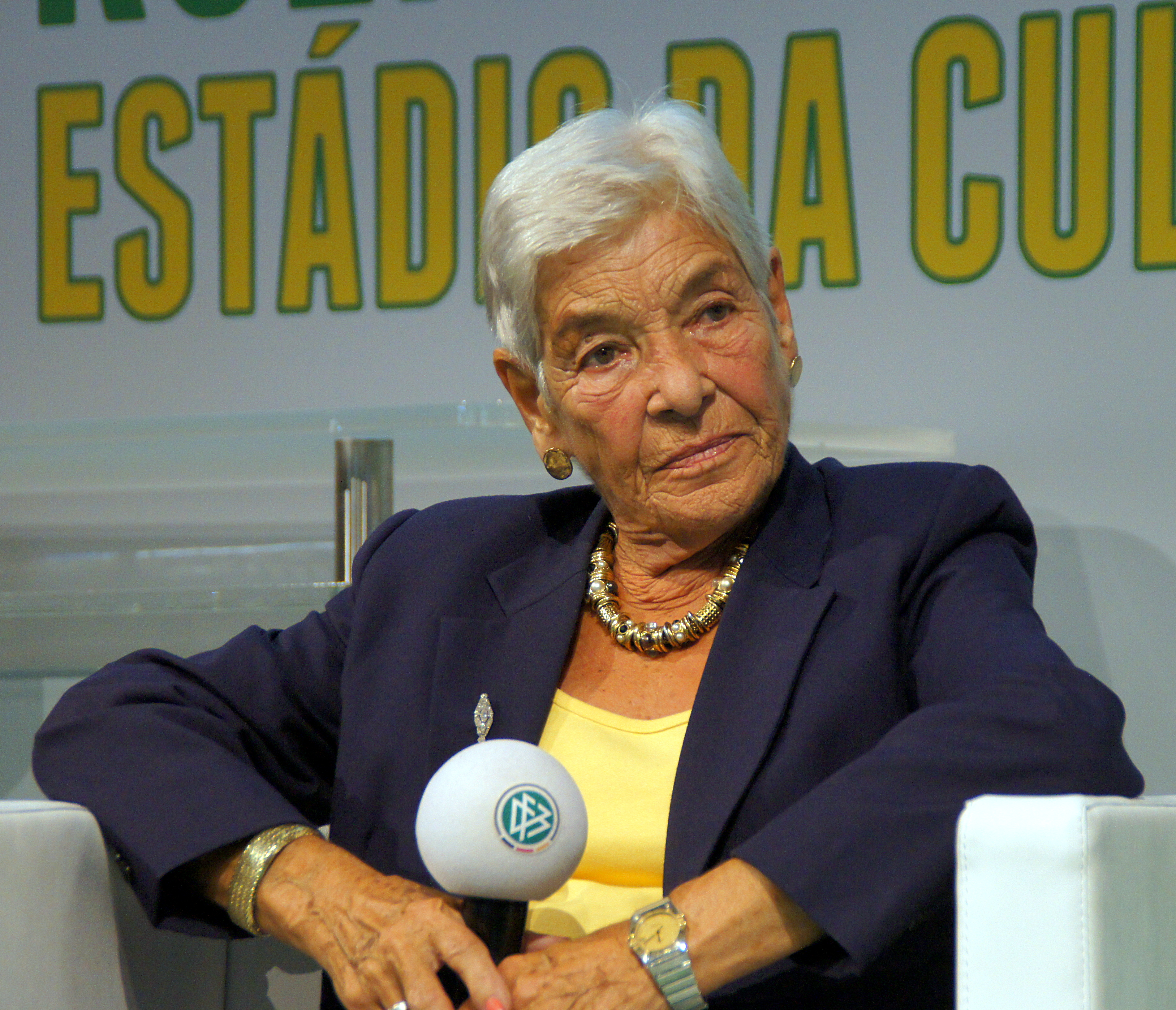
La tercera y última mujer de Bert Trautmann, Marlis, en la presentación de la versión inglesa de la biografía escrita por Catrine Clay en la feria del libro de Fráncfort, el 12 de octubre de 2013.

Se casó con Margaret Friar, una mujer que conoció durante su período en el St Halens Tow, en 1950, pero se divorciaron en la década de 1960. La pareja tuvo tres hijos, John, Mark y Stephen. John, el mayor de ellos, falleció en un accidente de tráfico unos meses después de la final de la FA Cup de 1956, a los cinco años de edad. Según Trautmann, su mujer no consiguió asumir su muerte y este problema resultó en el final de su matrimonio. Asimismo, Trautmann también tenía una hija de una relación previa, Freda, pero estuvo separado de ella durante varios años. En la década de 1970, cuando vivió en Birmania, se casó con una mujer alemana llamada Ursula von der Heyde, pero volvió a divorciarse en 1982. De 1990 en adelante, vivió con su tercera mujer, Marlis, en un pequeño bungaló de la costa de España cercano a Valencia. Desde entonces, estuvo inmerso en la fundación y administración de la Fundación Trautmann, la cual continúa con su legado, fomentando el coraje y el espíritu deportivo.

## Fallecimiento
Falleció en su domicilio de La Llosa, Castellón, España, el 19 de julio de 2013, a los 89 años de edad. Ese mismo año, había sufrido dos ataques de corazón. El presidente de la Federación Alemana de Fútbol, Wolfgang Niersbach, dijo que Trautmann era «un deportista espectacular y un verdadero caballero... una leyenda». Bob Wilson, exportero del Arsenal, tuiteó: «Un gran hombre que ayudó a unir a nuestros países, entonces enfrentados». Joe Corrigan, antiguo portero del Manchester City, dijo que Trautmann «fue un hombre fantástico y uno de los mejores porteros de la historia».

## Palmarés

### Como jugador
Manchester City F. C.
- Ganador de la FA Cup 1955-1956.

Individualmente
- Futbolista del año: 1956.[72]
- Inclusión en el Salón de la Fama del Fútbol Inglés en el año 2005.[73]

## Estadísticas
| Equipo                       | Temporada           | Liga                   | Liga     | Liga  | FA Cup   | FA Cup | Copa de la Liga | Copa de la Liga | Total    | Total |
| Equipo                       | Temporada           | División               | Partidos | Goles | Partidos | Goles  | Partidos        | Goles           | Partidos | Goles |
| ---------------------------- | ------------------- | ---------------------- | -------- | ----- | -------- | ------ | --------------- | --------------- | -------- | ----- |
| St Helens Town               | 1948-49             | Liverpool Combination  | 34       | 0     | 1        | 0      | —               | —               | 35       | 0     |
| St Helens Town               | 1949-50             | Lancashire Combination | 9        | 0     | 1        | 0      | —               | —               | 10       | 0     |
| Total                        | Total               | Total                  | 43       | 0     | 2        | 0      | —               | —               | 45       | 0     |
| Manchester City              | 1949-50             | First Division         | 26       | 0     | 0        | 0      | —               | —               | 26       | 0     |
| Manchester City              | 1950-51             | First Division         | 42       | 0     | 1        | 0      | —               | —               | 43       | 0     |
| Manchester City              | 1951-52             | First Division         | 41       | 0     | 2        | 0      | —               | —               | 43       | 0     |
| Manchester City              | 1952-53             | First Division         | 42       | 0     | 3        | 0      | —               | —               | 45       | 0     |
| Manchester City              | 1953–54             | First Division         | 42       | 0     | 2        | 0      | —               | —               | 44       | 0     |
| Manchester City              | 1954-55             | First Division         | 40       | 0     | 6        | 0      | —               | —               | 46       | 0     |
| Manchester City              | 1955-56             | First Division         | 40       | 0     | 7        | 0      | —               | —               | 47       | 0     |
| Manchester City              | 1956-57             | First Division         | 21       | 0     | 2        | 0      | —               | —               | 23       | 0     |
| Manchester City              | 1957-58             | First Division         | 34       | 0     | 1        | 0      | —               | —               | 35       | 0     |
| Manchester City              | 1958-59             | First Division         | 41       | 0     | 2        | 0      | —               | —               | 43       | 0     |
| Manchester City              | 1959-60             | First Division         | 41       | 0     | 1        | 0      | —               | —               | 42       | 0     |
| Manchester City              | 1960-61             | First Division         | 40       | 0     | 4        | 0      | 2               | 0               | 46       | 0     |
| Manchester City              | 1961-62             | First Division         | 40       | 0     | 2        | 0      | 1               | 0               | 43       | 0     |
| Manchester City              | 1962-63             | First Division         | 15       | 0     | 0        | 0      | 1               | 0               | 16       | 0     |
| Manchester City              | 1963-64             | Second Division        | 3        | 0     | 0        | 0      | 0               | 0               | 3        | 0     |
| Total                        | Total               | Total                  | 508      | 0     | 33       | 0      | 4               | 0               | 545      | 0     |
| Wellington Town              | 1964-65             | Southern League        | 2        | 0     | 0        | 0      | —               | —               | 2        | 0     |
| Total                        | Total               | Total                  | 2        | 0     | 0        | 0      | —               | —               | 2        | 0     |
| Total de su carrera          | Total de su carrera | Total de su carrera    | 553      | 0     | 35       | 0      | 4               | 0               | 592      | 0     |
| Fuente: Rowlands, página 252 |                     |                        |          |       |          |        |                 |                 |          |       |

### Citas
1. 1 2  Roger Boyes (1 de noviembre de 2004). «OBE for the German hero who stuck his neck out» (en inglés). The Times. Archivado desde el original el 19 de mayo de 2009. Consultado el 19 de enero de 2015.
2. 1 2 3  Genn Moore (19 de julio de 2013). «Former Germany international and Manchester City goalkeeper Bert Trautmann dies» (en inglés). The Independent. Consultado el 20 de enero de 2015.
3. 1 2  «Manchester City legend Bert Trautmann dies aged 89» (en inglés). BBC Sport. 19 de julio de 2013. Consultado el 20 de enero de 2015.
4. 1 2  Press Association (19 de julio de 2013). «Bert Trautmann dies, aged 89» (en inglés). The Guardian. Consultado el 20 de enero de 2015.
5. 1 2 3 4  Tom Adams (6 de enero de 2011). «The FA Cup's Greatest Goalkeepers» (en inglés). ESPN. Consultado el 21 de enero de 2015.
6. ↑  Rowlands, 2005, p. 13.
7. ↑  Clay, 2011, p. 5.
8. ↑  Rowlands, 2005, p. 14.
9. ↑  Rowlands, 2005, p. 19.
10. ↑  Rowlands, 2005, p. 22.
11. 1 2 3  James, 2005, p. 134.
12. ↑  Rowlands, 2005, p. 38.
13. ↑  Rowlands, 2005, pp. 43-44.
14. ↑  Rowlands, 2005, p. 49.
15. 1 2  Simon Turnbull (16 de mayo de 1999). «Football: From prisoner of war to folklore» (en inglés). The Independent. Consultado el 19 de enero de 2015.
16. ↑  Rowlands, 2005, p. 57.
17. 1 2 3  Simon Turnbull (7 de mayo de 2006). «Keeper of legends: From enemy to friend - Anglo-German relations could not be in better hands» (en inglés). The Independent. Consultado el 19 de enero de 2015.
18. ↑  Rowlands, 2005, p. 135.
19. ↑  Rowlands, 2005, p. 63.
20. ↑  Clay, 2011, p. 2.
21. 1 2  James, 2005, p. 135.
22. ↑  Robert Philip (3 de noviembre de 2005). «Salute to a true Cup final legend legend» (en inglés). The Daily Telegraph. Consultado el 19 de enero de 2015.
23. 1 2 3  «A life less ordinary» (en inglés). ESPN. 3 de octubre de 2005. Consultado el 20 de enero de 2015.
24. ↑  Clayton, 2002, p. 196.
25. ↑  Rowlands, 2005, p. 85.
26. 1 2 3  Penney, 1995, p. 194.
27. ↑  James, 2005, p. 76.
28. ↑  Rowlands, 2005, p. 97.
29. ↑  «Kein Krieg in dieser Kabine» (en alemán). 11 Freunde. 22 de octubre de 2008. Archivado desde el original el 7 de diciembre de 2008. Consultado el 20 de enero de 2015.
30. ↑  James, 2005, p. 137.
31. ↑  Rowlands, 2005, p. 99.
32. ↑  James, 2006, p. 366.
33. 1 2  Robert Galvin. «Bert Trautmann» (en inglés). National Football Museum. Archivado desde el original el 15 de noviembre de 2007. Consultado el 20 de enero de 2015.
34. ↑  James, 2005, p. 139.
35. ↑  James, 2005, p. 194.
36. ↑  Rowlands, 2005, p. 118.
37. 1 2  David Lacey (13 de mayo de 2011). «The Revie final: how the Don glowed quietly for Manchester City» (en inglés). The Guardian. Consultado el 20 de enero de 2015.
38. ↑  Rowlands, 2005, pp. 157-58.
39. ↑  James, 2006, p. 49.
40. ↑  Rowlands, 2005, p. 168.
41. ↑  «1955 FA Cup final» (en inglés). Archivado desde el original el 10 de marzo de 2010. Consultado el 19 de enero de 2015.
42. 1 2  James, 2006, p. 159.
43. ↑  «Broken dreams» (en inglés). The Times. 16 de junio de 2007. Archivado desde el original el 15 de junio de 2011. Consultado el 19 de enero de 2015.
44. 1 2  Agencias de prensa (6 de mayo de 2006). «05.05.1956 Bert Trautmann breaks his neck» (en inglés). The Guardian. Consultado el 19 de enero de 2015.
45. ↑  Rowlands, 200, p. 184.
46. ↑  Rowlands, 2005, p. 184.
47. 1 2  Wallace, 2007, p. 200.
48. ↑  Rowlands, 200, p. 195.
49. ↑  Rowlands, 2005, p. 199.
50. ↑  Rowlands, 2005, p. 383.
51. ↑  «The day Edgar St hailed brave Bert» (en inglés). Hereford Times. Archivado desde el original el 13 de agosto de 2012. Consultado el 20 de enero de 2015.
52. ↑  Rowlands, 2005, p. 216.
53. ↑  Brandon, 1978, p. 220.
54. ↑  James, 2005, p. 142.
55. ↑  Rowlands, 2005, p. 123.
56. ↑  Rowlands, 2005, p. 223.
57. ↑  Rowlands, 2005, p. 234.
58. ↑  Peter Spencer (22 de julio de 2013). «Tributes pour in for Manchester City legend Bert Trautmann» (en inglés). Manchester Evening News. Consultado el 21 de enero de 2015.
59. ↑  Nick Harper (16 de mayo de 2003). «Small Talk: FA Cup Special» (en inglés). The Guardian. Consultado el 21 de enero de 2015.
60. ↑  Rowlands, 2005, p. 247.
61. ↑  «THE LIST: 20-11 of Sportsmail's top goalkeepers» (en inglés). Daily Mail. 5 de febrero de 2009. Consultado el 21 de enero de 2015.
62. ↑  «E.ON Great Saves No.1: Bert Trautmann» (en inglés). Daily Mirror. Archivado desde el original el 15 de octubre de 2012. Consultado el 21 de enero de 2015.
63. ↑  Jon Culley (26 de noviembre de 1995). «City on higher ground» (en inglés). The Independent. Consultado el 21 de enero de 2015.
64. ↑  «Saints spoil Maine Road party» (en inglés). BBC Sport. 11 de mayo de 2003. Consultado el 21 de enero de 2015.
65. ↑  «Demolition begins at Maine Road» (en inglés). BBC News. 5 de febrero de 2004. Consultado el 21 de enero de 2015.
66. 1 2 3  Clay, 2011, p. 328.
67. ↑  Clay, 2011, p. 259.
68. ↑  Rowlands, 2005, p. 226.
69. ↑  Rowlands, 2005, p. 340.
70. ↑  Rowlands, 2005, p. 242.
71. ↑  «Legende Bert Trautmann gestorben» (en alemán). sport1.de. 19 de julio de 2013. Archivado desde el original el 20 de enero de 2015. Consultado el 20 de enero de 2015.
72. ↑  «England Player Honours - Football Writers' Association Footballers of the Year» (en inglés). England Football Online. 13 de mayo de 2009. Consultado el 20 de enero de 2015.
73. ↑  «Bert Trautmann» (en inglés). National Football Team. Archivado desde el original el 20 de enero de 2015. Consultado el 20 de enero de 2015.
74. ↑  Rowlands, 2005, p. 252.